# Jeffy Jacobson

Jeffy Jacobson (2020)

Jeffy Jacobson (* 13. März 1986 in Cuxhaven) ist ein deutsch-niederländischer Schauspieler und Coach, der vor allem im deutschsprachigen Raum tätig ist.

## Werdegang
Jacobson wuchs im Bremer Umland auf. Seine Eltern emigrierten vor seiner Geburt nach Deutschland, um ein Handelsunternehmen zu gründen. Er ist das zweite Kind und hat eine ältere Schwester.  Seine Schwester arbeitet nach wie vor im Familienbetrieb. Nach dem Abitur zog  Jacobson nach Berlin, wo er ein Schauspielstudium absolvierte. Aktuell wohnt der Schauspieler in Köln. Hier ist er mitunter als Gastdozent an der "film acting school cologne" tätig.
Direkt nach dem Absolvieren des Schauspielstudiums arbeitete Jacobson in einer Produktion der   Hamburg Media School. Er verkörperte die Hauptrolle des Scharfschützen "Jan Witzel" in dem von Julia Ritschel produzierten Kurzfilm „Exmun“. Dieser gewann im Folgejahr unter anderem den "Friedrich Murnau Preis". Es folgten Rollen und Gastauftritte in  Filmen, Serien und Musikvideos. Zuletzt war Jacobson hauptsächlich im Bereich der Daily Soaps tätig und wirkte in Produktionen wie „Alles Was Zählt“ und „Herz über Kopf“ mit.

## Filmografie

### Film (Auswahl)
- 2015: Nicht zu früh nicht zu spät  Rolle: Wagenbesitzer – Regie: Miraz Bezar – Produzent: Deutsche Film- und Fernsehakademie Berlin
- 2014: Leerzeichen Liebe  Rolle: Gabriel  – Regie: Ken Hoffmann – Produzent: Hochschule Offenburg
- 2013: The lines begin to blur  Rolle: Freund – Regie: Harald Götz – Produzent: Hochschule Offenburg
- 2013: Same Song Different Meaning  Rolle: Michael – Regie: Sara Fazilat – Produzent: Deutsche Film- und Fernsehakademie
- 2013: Homerun  Rolle: Jan Fiedler – Regie: Jonathan Blume – Produzent: Blaue Loge, Blume, Göbel & Lohnes GbR
- 2013: Die Feuerprobe  Rolle: Patrick – Regie: Lukas Helming – Produzent: Die LichtwerkeJacobson bei den Dreharbeiten zum Film Exmun (2008)

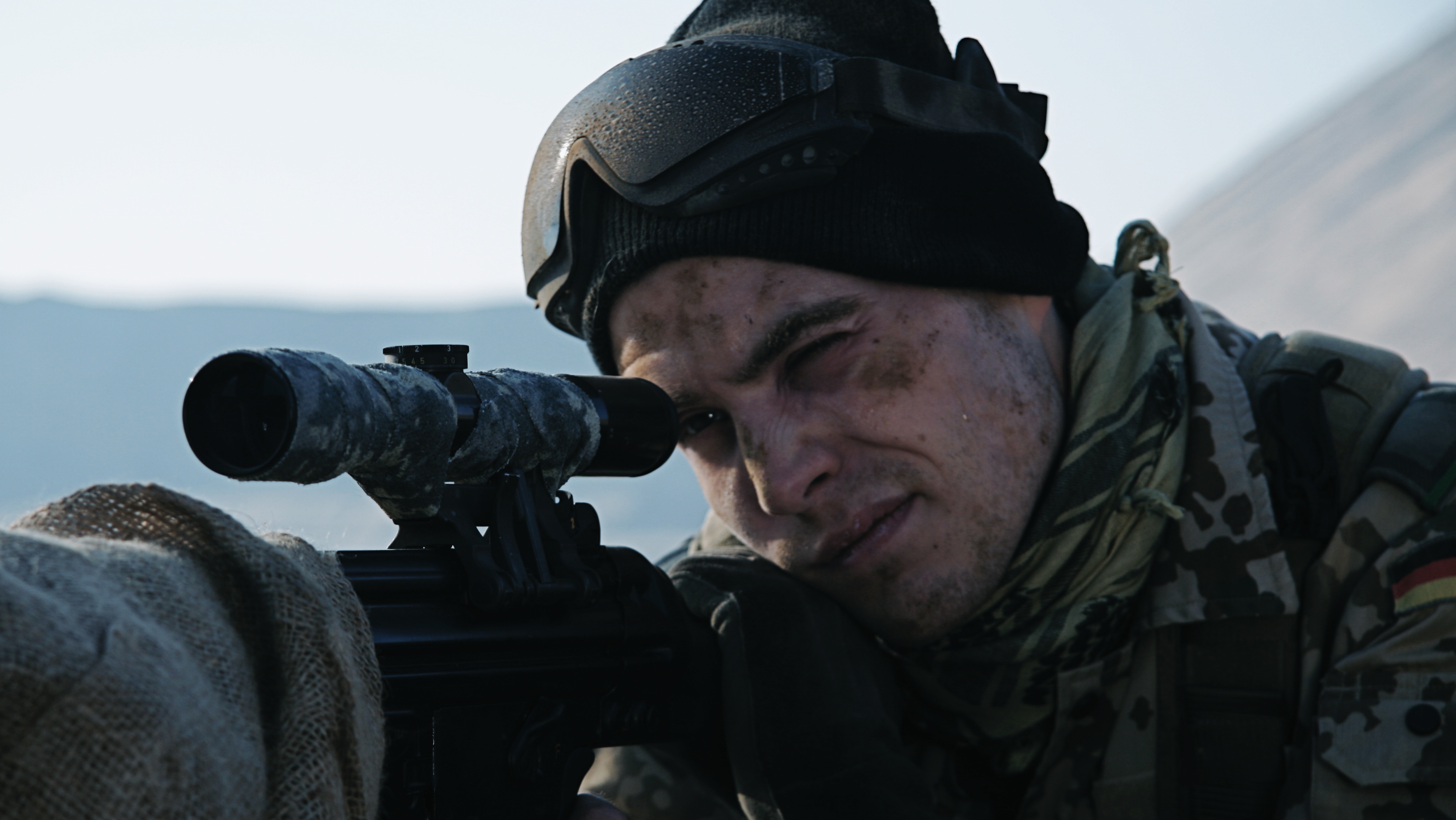
Jacobson bei den Dreharbeiten zum Film Exmun (2008)

- 2013: Shopping Cart  Rolle: Mitarbeiter – Regie: Dārta Putniņa – Produzent: Hochschule Mainz
- 2012: Ordnung  Rolle: Michael – Regie: Henner Berning  – Produzent: Aexzess Media
- 2012: Picture Perfect  Rolle: HG Konstantin – Regie: Karsten Schmied – Produzent: Hochschule Offenburg
- 2012: Hinterm Zaun  Rolle: Moritz – Regie: Antonia Pahlke – Produzent: Filmarche Berlin e.V.
- 2012: 6 Jahre  Rolle: Daniel – Regie: Christopher Müller – Produzent: Christopher Müller Produktion
- 2011: Exmun Rolle: Jan Witzel – Regie: Maxim Kuphal-Potapenko – Produzent: Hamburg Media School
- 2011: 5 Jahre Leben  Rolle: PV2. Iverson – Regie: Stefan Schaller – Produzent: teamWorx

### Fernsehen
- 2019: Herz über Kopf  Rolle: Sebastian Engels – Regie: diverse – Produzent: The Fiction Syndicate GmbH Sender: RTL
- 2018: Alles Was Zählt  Rolle: Andy Müller – Regie: diverse – Produzent: UFA Serial Drama GmbH Sender: RTL
- 2017: Schwestern – Volle Dosis Liebe  Rolle: Dr. Elias Dobler – Regie: Deniz Plattner – Produzent: filmpool entertainment GmbH Sender: RTL II
- 2011: Alle Was Zählt  Rolle: Niklas Gießen – Regie: diverse – Sender: RTL – Produzent: UFA Serial Drama GmbH
- 2011: Gute Zeiten Schlechte Zeiten  Rolle: Paul Steiner – Regie: diverse – Sender: RTL  Produzent: UFA Serial Drama GmbH

### Sonstiges (Auswahl)
- 2015: Attic  Rolle: Jeff –  Regie: Claire Van der Mee – Produzent: Universität der Künste Berlin
- 2014: Roger Cicero – "Wenn Es Morgen Schon Zu Ende Wär'" Rolle: Hauptrolle – Regie: Sven Haeusler – Produktion: Svenson Suite
- 2013: FilmFestival Cottbus – Trailer 2014  Rolle: Er  Regie: Chris Miera Produzent: Filmuniversität Babelsberg Konrad Wolf